# Севак, Гурген Григорьевич
Гурген Григорьевич Севак (арм. Գուրգեն Գրիգորի Սևակ; 1904—1981) — советский и армянский филолог, доктор филологических наук, профессор, действительный член АН АрмССР (1971; член-корреспондент с 1956). Заслуженный деятель науки и техники Армянской ССР (1974) и Заслуженный деятель науки и техники Грузинской ССР (1970).

## Биография
Родился 15 апреля 1904 года в Ереване.
С 1923 по 1928 год обучался на филологическом факультете Ереванского государственного университета. с 1928 по 1931 год обучался в аспирантуре этого университета.
С 1931 года на педагогической работе в Ереванском государственном университете в должностях: преподаватель, с 1937 года — доцент, с 1949 по 1977 год — профессор, одновременно с 1941 по 1971 год — заведующий кафедрой армянского языка. Одновременно с 1941 по 1946 год на педагогической работе в Тбилисском государственном университете и в Бакинском заочном педагогическом институте.
Одновременно с педагогической занимался и научной работой: с 1932 по 1936 год в Институте марксизма-ленинизма АН АрмССР в качестве учёного секретаря и руководителя секции армянского языка. Одновременно с 1932 по 1940 год — учёный секретарь Государственного терминологического комитета АрмССР. С 1941 года на научной работе в Армянском филиале Института языка и литературы АН СССР в должностях: с 1941 по 1943, с 1947 по 1962, и с 1968 по 1981 год — заведующий отделом, с 1962 по 1968 год — старший научный сотрудник. Одновременно с 1969 по 1981 год — председатель Научно-технического терминологического совета при Президиуме АН АрмССР.
Похоронен на Нубаршенском (Советашенском) кладбище.

### Научно-педагогическая деятельность и вклад в науку
Основная научно-педагогическая деятельность Г. Г. Севак была связана с вопросами в области филологии, занимался исследованиями в области истории и теории армянского языка, изучением армянской письменности и деятельности М. Маштоца, методологии языка и общего языкознания. С 1932 года Г. Г. Севак являлся членом Всемирной академии языка эсперанто, в 1958 году был основателем ежемесячной научной газеты «Армянский эсперантист».
В 1931 году защитил кандидатскую диссертацию, в 1948 году защитил докторскую диссертацию на соискание учёной степени доктор филологических наук. В 1949 году ему присвоено учёное звание профессор. В 1956 году он был избран член-корреспондентом, а в 1971 году — действительным членом АН АрмССР. Г. Г. Севаком было написано более ста научных работ, в том числе монографий и научных статей опубликованы в ведущих научных журналах.

## Основные труды
- Синтаксис армянского языка : Учебник для VII—VIII кл. / Гурген Севак. — 39-е изд. — Ереван : Луйс, 1982. — 152 с.
- Месроп Маштоц: К 1600-летию со дня рождения: Создание арм. письмен. и словесности. — Ереван : Айпетрат, 1962. — 78 с[6]

## Награды и звания
- Заслуженный деятель науки и техники Армянской ССР (1961)
- Заслуженный деятель науки и техники Грузинской ССР (1970)
- Медаль имени Хачатура Абовяна АН АрмССР[2][4]